# Сонячна буря (роман)
«Сонячна буря» (англ. Sunstorm) — науково-фантастичний роман Артура Кларка та Стівена Бекстера, написаний в 2005 році. Роман є другою частиною трилогії «Одіссея часу».

## Сюжет
«Око» повертає Бісезу в Лондон наступного дня після її зникнення (9 червня 2037), хоча вона постаріла на 5 років, проведених на планеті «Мір» (рос. Мир).
У цей день на Сонці з'являється нова велика сонячна пляма і сонячна активність спричиняє потужний сонячний вітер. На Землі відбувається геомагнітна буря, що виводить з ладу електричні системи живлення та зв'язку, а також появу полярних сяйв повсюди.
Президент Євразійського союзу Міріам Грек (англ. Miriam Grec) призначає королівського астронома Шівон Макгорен (англ. Siobhan McGorran) з'ясувати причини цього явища. Шівон знаходить молодого вченого Юджина Менглса — дослідника нейтрино з космічної бази «Ціолковський» на зворотному боці Місяця, що побудував модель, яка передбачила бурю. Йому допомагає Михайло Мартинов — астрофізик зі станції спостереження за Сонцем у кратері Шеклтон на південному полюсі Місяця. Модель передбачає надзвичайно сильний сонячний спалах 20 квітня 2042 року, що стерилізує Землю від усього живого.
Усі земні уряди, окрім Китаю, виділяють Шівон ресурси для побудови захисного щита Землі в точці Лагранжа L1, що відхилятиме сонячні промені від Землі великою кількістю лінз Френеля.
Бісеза добивається зустрічі з Шівон, щоб розказати їй про Першонароджених. Першонароджені є найдавнішими істотами нашого Всесвіту, їх життя зародилось біля перших зірок. Вони найбільше цінують життя, але вважають, що у Всесвіті є місце тільки для однієї цивілізації, це зменшить споживання енергії, а отже віддалить теплову смерть Всесвіту. Шівон вірить Бісезі, оскільки та назвала правильну дату бурі, яка збігатиметься з сонячним затемненням (Solar eclipse of April 20, 2042), як підказали їй Першонароджені.
Нейтринна модель Юджина показує коливання термоядерного ядра Сонця і «рвану рану» в зовнішніх шарах. У момент резонансу коливань ядра «рана» буде направлена на Землю, яка дістане цілеспрямований енергетичний удар. Такий неприродний збіг і дивна історія Бісези змушують Юджина «прокрутити час назад» у моделі до виникнення аномалії. Модель показує, що в 4 році до н. е. в Сонце на швидкості, більшій за третю космічну, врізалась планета з масою в 15 разів більшою за Юпітер. Ця подія в історії — це Вифлеємська зірка. За розрахунками, планета-ядро вирвалася з планетної системи зірки Альтаїр за рахунок складних, але невеликих маніпуляцій з іншими об'єктами цієї системи. Це ще одне підтвердження неприродного походження катаклізму.
Побудовою космічного щита командує полковник інженерно-космічних військ США Бад Тук з бази «Клавіус» на Місяці, де з реголіту випікають скляні конструкції і відправляють їх до щита за допомогою електромагнітної катапульти. Житлом для працівників щита стає відкликаний з подорожі до Марса величезний космічний корабель «Аврора-2». Бісеза допомагає відродити програму «Сад перемоги» для вирощування добровольцями «розумної тканини», начиненої процесорами, датчиками, мережевими передавачами та мікродвигунами для поверхні щита.
Але половина населення Землі пасивно чекає кінця світу. Релігійний фанатик Ніколас Коромбель (прес-секретар президента) таранить космічний шатл з президентом Міріам Грек об будівлі Ватикана. Багатії, як доктор Стренджлав, егоїстично вирішують перечекати сонячну бурю на космічній станції в точці Лагранжа L2 в тіні Землі.
Над великими містами Землі будують захисні куполи. Зусиллями добровольців, що сотнями гинуть від перенапруження та космічної радіації, монтаж щита завершують вчасно.
На Землі існує єдина інформаційна система з штучним інтелектом — «Арістотель», а на Місяці — «Фалес». Для управління щитом створюють ще одну — «Афіну».
На випадок невдачі, бази даних Землі й особистості трьох штучних інтелектів були надіслані в космос потужним радіосигналом від вибуху однієї зі старих військових ядерних бомб у космосі.
Під час бурі зміни стаються в усій Сонячній системі. Сонячна сторона Меркурія оплавляється. Венера втрачає більшість своєї атмосфери. На Марсі розпочинається сейсмічна активність, тануть полярні льодові шапки, падають дощі. Хелена Умфравіль з Порту Ловелл на Марсі, виїхавши на пошук джерела сигналу SOS, знаходять розбитий корабель з китайськими колоністами та марсіанські рослини, що почали пробиватись крізь ґрунт.
На щиті від радіації гине вся бригада ремонтників і Бад, виходячи для ремонту тріщин, теж дістає смертельну дозу.
На Землі згоріли всі ліси, випарувалась частина води з океану, «Арістотель» відключився через численні пошкодження. Куполи міст світилися черенковським випромінюванням.
Потік гамма-променів був дещо вищим, ніж у моделі Юджина, і коли модель оновили, то виявилось, що потрібно чекати ще одного удару — гігантського викиду корональної маси, проти якого оптичний щит був безсилий. Цей викид спричинив би смертельне радіаційне забруднення всієї Землі.
Також це означало загибель «Афіни» від пошкодження її електричних компонентів. «Афіна» запропонувала план порятунку Землі — відхиляти високоенергетичні частинки наддовгими радіохвилями, згенерованими модулями щита, подібно до того, як атмосферні явища Землі роблять проміжок між зовнішнім і внутрішнім радіаційними поясами. «Афіна» запрограмувала процесори щита працювати в автономному режимі навіть після свого відключення.
Після перенесеної бурі Шівон та Бад Тук одружилися. Африка стала житницею планети, людство почало спорудження космічного ліфта, що стало можливим завдяки ривку в науці при спорудженні щита.

## Цікаві факти
- Перші слова Афіни: «Добрий ранок, полковник Тук. Я Афіна. Я готова до першого уроку», та її останні слова: «Я завжди відчувала величезний ентузіазм до цієї місії» є аналогічними до перших та останніх слів штучного інтелекту HAL 9000 із Космічної Одіссеї Кларка.
- Дочка Шівон загинула під час порятунку природи скелі Сігірія (де відбувається дія роману Кларка Фонтани раю).